# Milltown (Nueva Jersey)
Milltown es un borough ubicado en el condado de Middlesex en el estado estadounidense de Nueva Jersey. En el año 2010 tenía una población de 6,893 habitantes y una densidad poblacional de 1,641 personas por km².

## Geografía
Milltown se encuentra ubicado en las coordenadas 40°27′00″N 74°26′04″O / 40.45000, -74.43444.

## Demografía
Según la Oficina del Censo en 2000 los ingresos medios por hogar en la localidad eran de $68,429 y los ingresos medios por familia eran $77,869. Los hombres tenían unos ingresos medios de $50,338 frente a los $38,220 para las mujeres. La renta per cápita para la localidad era de $29,996. Alrededor del 2.3% de la población estaba por debajo del umbral de pobreza.